# Silueta urbana

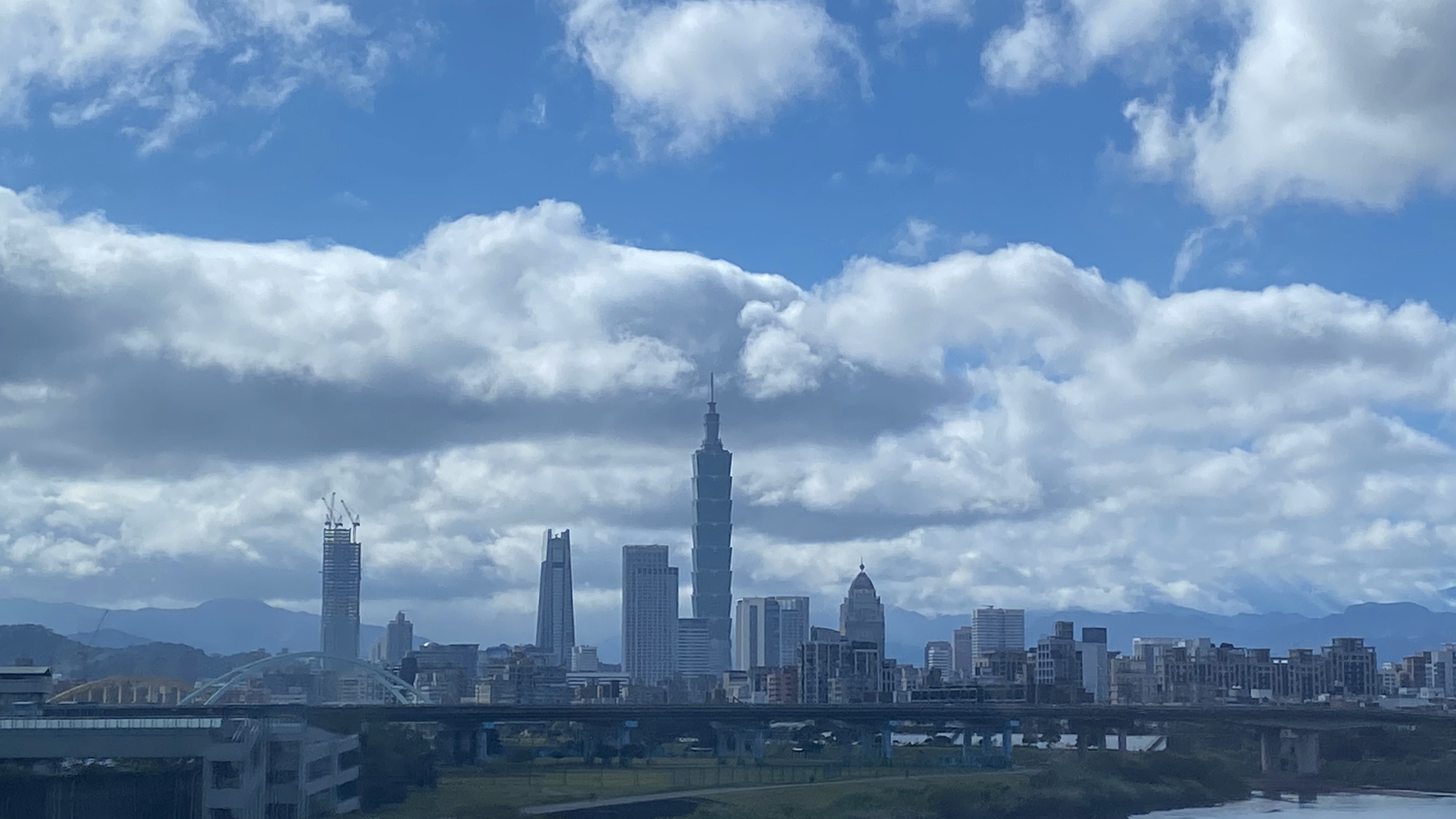
Panorama urbà de Taipei

La silueta urbana o panorama urbà és una vista parcial o total dels immobles i estructures elevats d'una ciutat. També se'l pot descriure com la línia d'horitzó artificial dibuixada per l'estructura de conjunt de la ciutat. S'utilitza sovint aquest terme quan la presència de gratacels dona a aquesta línia d'horitzó un caràcter espectacular o fortament recognoscible.
Els panorames urbans que s'estenen cap a una visió llarga, perquè són de ciutats llargues o de vegades de "ciutats bessones" (dues ciutats properes l'una a l'altra i que semblen formar una unitat), són anomenats "Paisatges urbans". En moltes, però no totes les metròpolis, els gratacels exerceixen un paper significatiu a l'hora de delimitar l'horitzó. A les ciutats més intensament dissenyades, el panorama urbà tendeix a prendre la forma d'una muntanya artificial, amb els edificis més alts cap al centre de la ciutat.

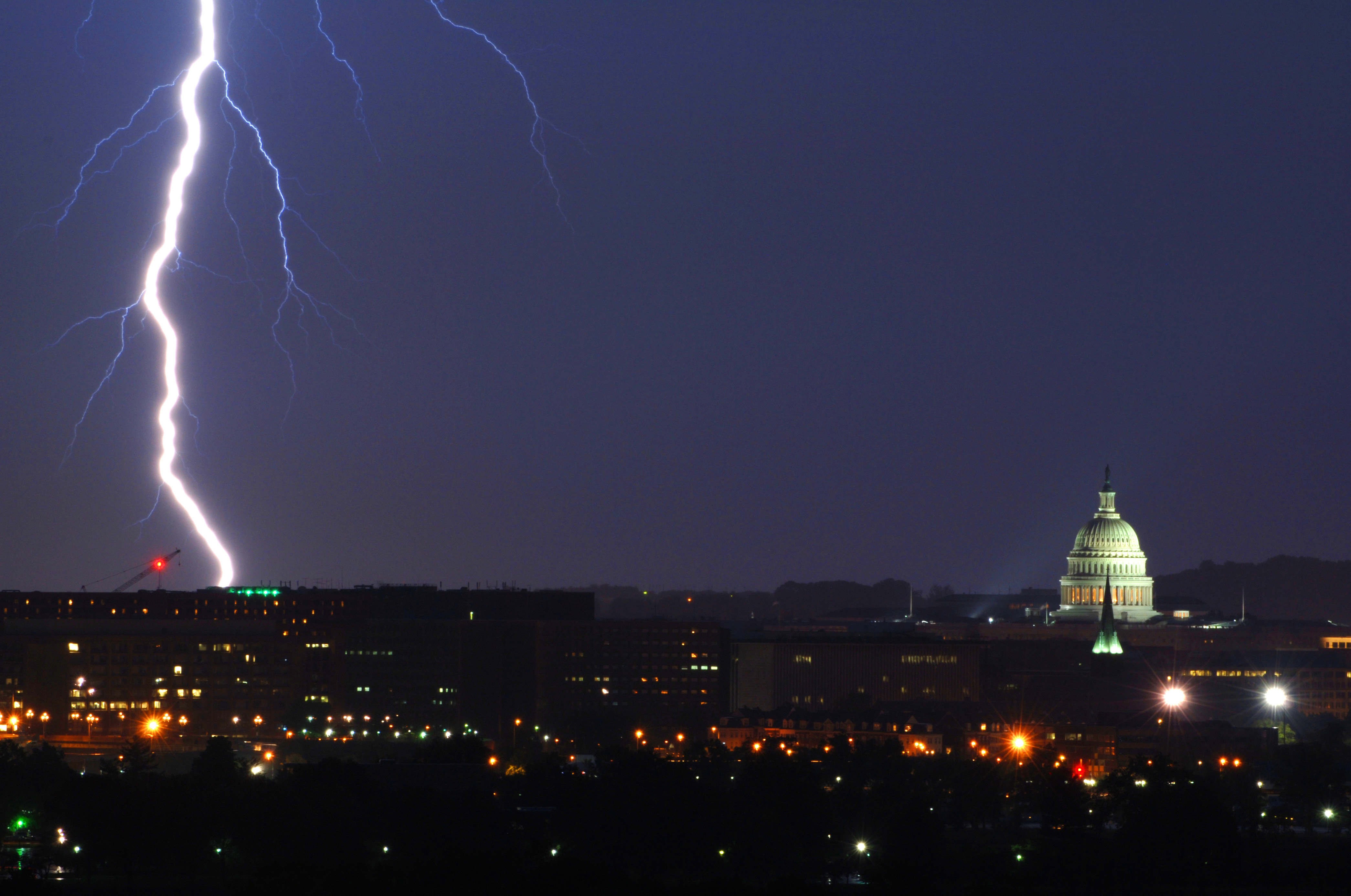
Panorama nocturn del barri presidencial de Washington, amb un llamp.

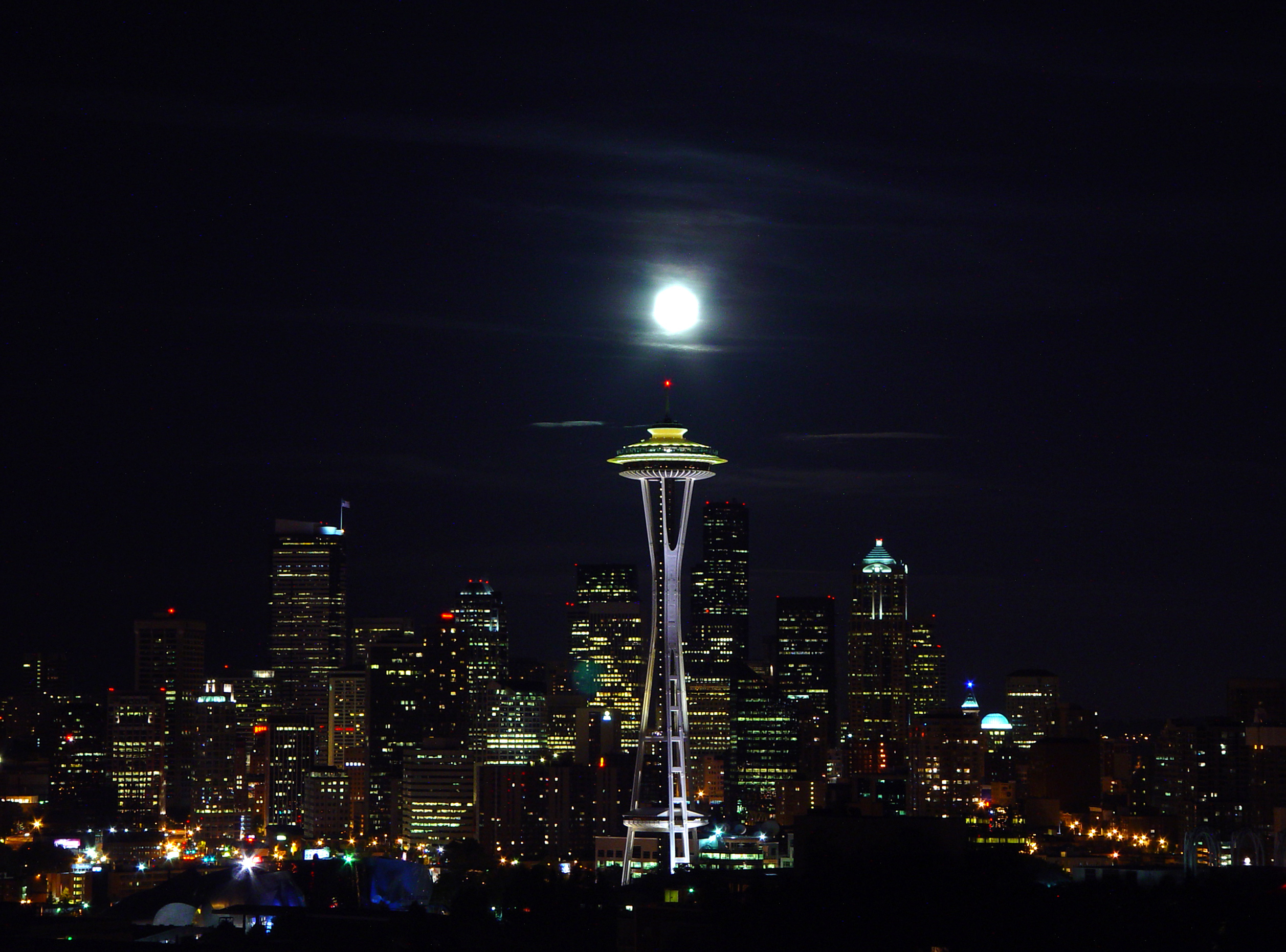
Panorama urbà de Seattle

## Denominació
Panorama urbà és una traducció directa del francès panorama urbain, també denomina skyline en anglès.

## Història
Si es pot parlar de panorama urbà per a certes ciutats antigues com són San Gimignano a la Toscana (Segle XIV) o Shibam al Iemen (segle xvi), és a partir de la fi del segle xix quan una cursa desenfrenada per l'alçada produeix al Nou Món (Estats Units i el Canadà essencialment) els primers panorames urbans fortament recognoscibles.
Al segle xx, aquest gènere de paisatge s'ha desenvolupat a tots els continents. Aquests desenvolupaments arquitecturals són sovint sinònims de creixement. Actualment, els millors exemples de panorames urbans il·lustrant aquest fet es troben a la Xina.

## Tipologia fotogràfica
- Vista diürna: la vista més clàssica sobre un panorama de ciutat és presa a la llum del dia. Al crepuscle o a trenc d'alba, es poden aprofitar les variacions de color sobre l'horitzó en segon pla.

- Silueta: aquesta vista és presa de tal manera que els immobles formen un bloc sense interstici entre ells, el que dona una visió de la segmentació dels nivells  àtics.

- Vista nocturna: un panorama urbà pres de nit. Aquesta vista posa en valor els enllumenats interiors dels gratacels i les il·luminacions de les façanes exteriors. A les ciutats situades a la vora d'una extensió d'aigua, la reflexió sobre la superfície aquàtica participa en l'efecte produït a la vista.

## Galeria

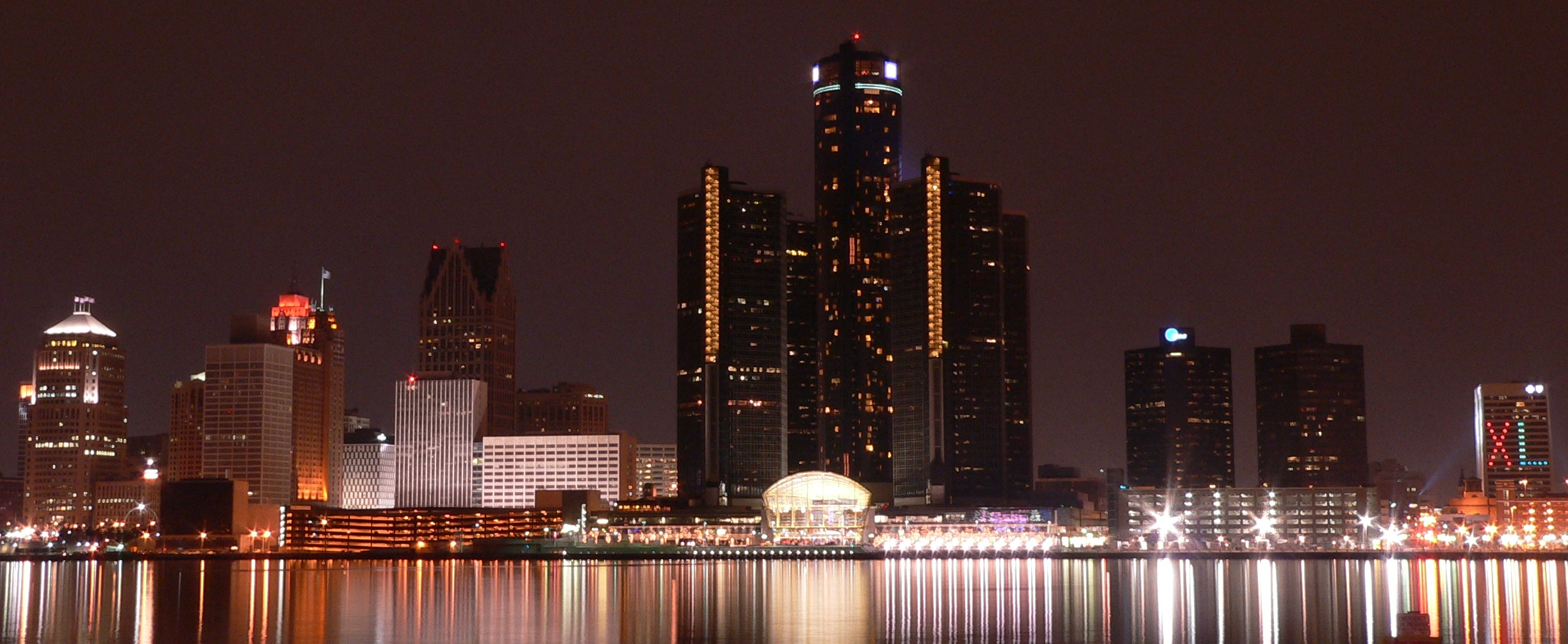
Panorama urbà de Detroit